# 日本報道検証機構
一般社団法人日本報道検証機構（にほんほうどうけんしょうきこう、英: Watchdog for Accuracy in News-reporting, Japan、略称：WANJ）は、マスメディアの報道を検証するウェブサイトGoHoo（ごふー）の運営・管理を行っていた日本の非営利団体である。

## 概要
2012年3月、GoHooの開設・運営を主な目的として、元産経新聞社記者・弁護士の楊井人文が中心となって立ち上げ、同年11月には一般社団法人へと法人化した。
マスメディアによる報道の正確性を第三者の視点から検証し、報道の品質向上を促すための活動を行うにあたり、公正・中立な立場をとることを徹底したファクトチェックを目指している。
代表理事となった楊井は、事業計画の『日本報道検証機構を設立し、マスコミの誤報を是正する第三者検証システムをつくる』により、「社会起業大学ソーシャルビジネスグランプリ2012夏」にて審査員特別賞（審査委員長：田坂広志）に選ばれた。また、安全保障関連法の成立をめぐる報道について調査を行った楊井は、2016年6月8日に行われた、自由報道協会主催による日本報道検証機構記者会見で、「自社の立ち位置を打ち出すこと自体は問題ない。ただし、社論に引っ張られ、取材対象が社論に近い人ばかりになってしまうと、読者に多様な意見を紹介できなくなる恐れがある」とコメントしている。
7年間で約1,000本の記事を配信したが、2019年8月29日、運営資金としてきた寄付金が充分に集まらず、運営スタッフも不足していることから運営継続困難として解散した。